# Église Saint-Seurin de Rions
Pour les articles homonymes, voir Église Saint-Seurin.
L'église Saint-Seurin est une église catholique située dans la commune de Rions, dans le département de la Gironde, en France.

## Localisation
L'église se trouve au cœur du village.

## Historique
L'édifice, construit à l'origine au XIIe siècle en style roman, a été agrandi par des bas-côtés et a vu sa nef rebâtie au XIVe siècle en style gothique ; au XIXe siècle, il a été agrandi sur le flanc nord et un clocher de  style néoclassique lui a été ajouté ; il est classé au titre des monuments historiques par arrêté du 1er décembre 1908.

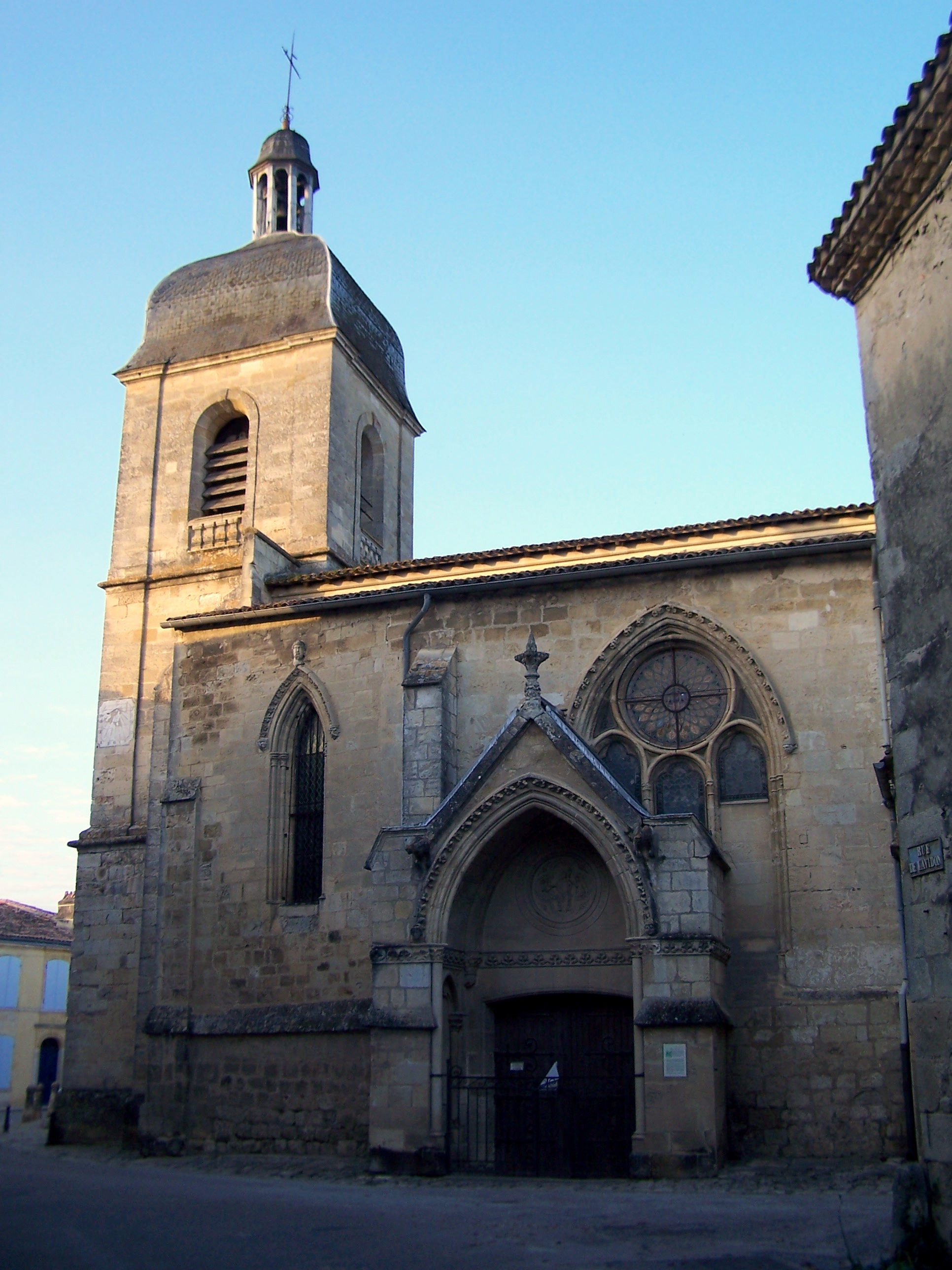
Vue sud depuis la rue Lavidan (nov. 2012)
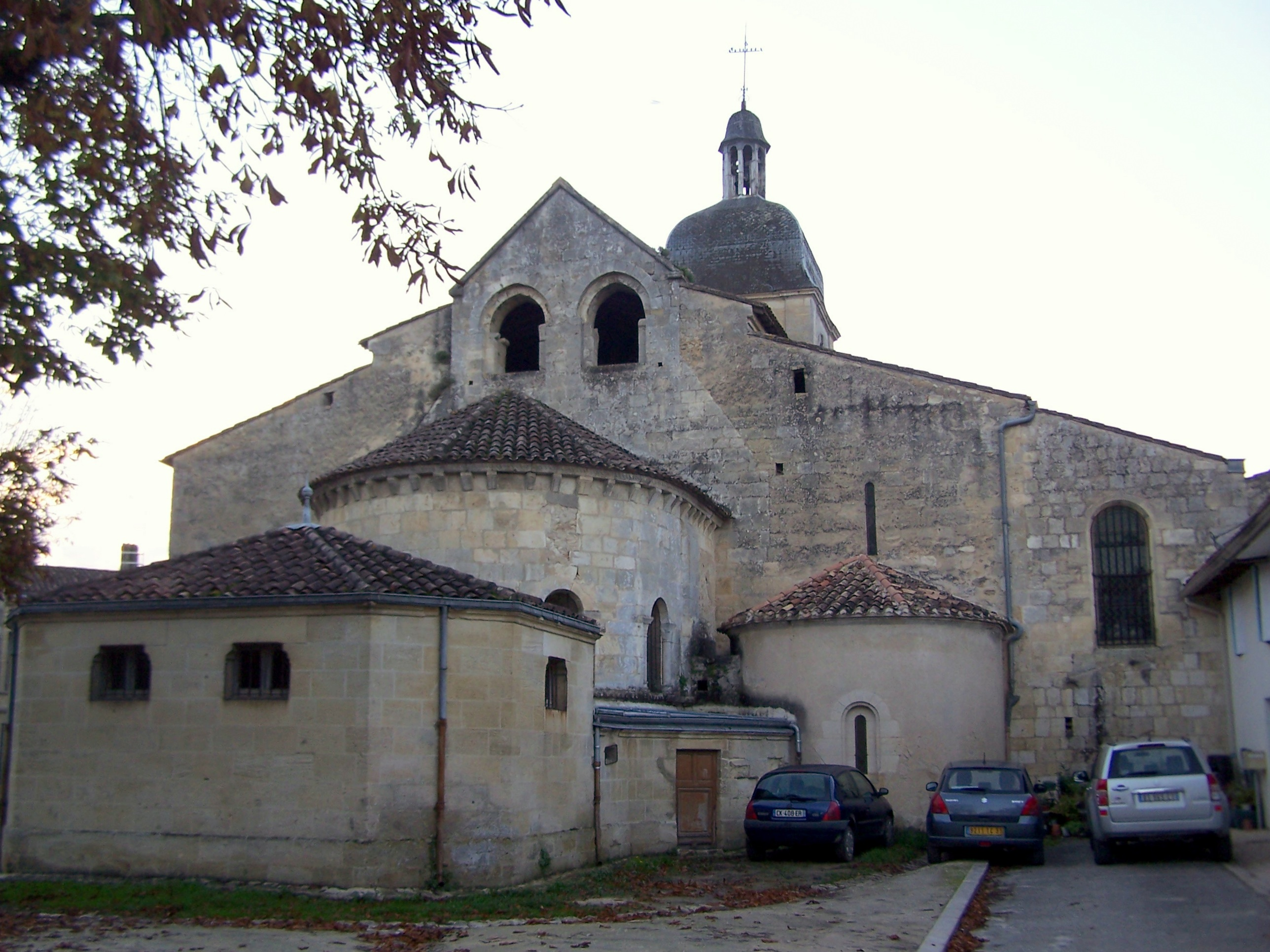
Le chevet, à l'est (nov. 2012)
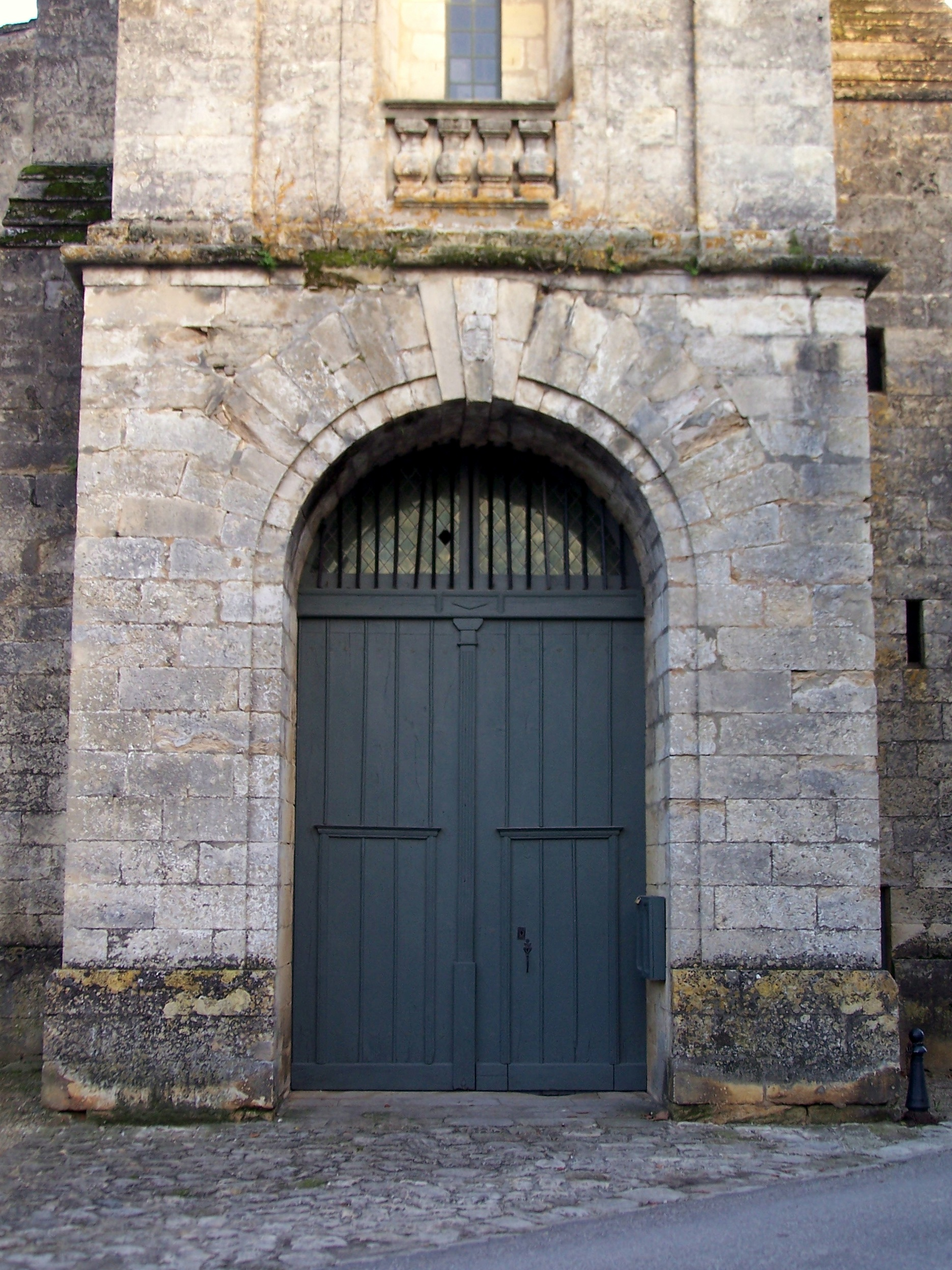
Le portail principal en façade ouest (nov. 2012)
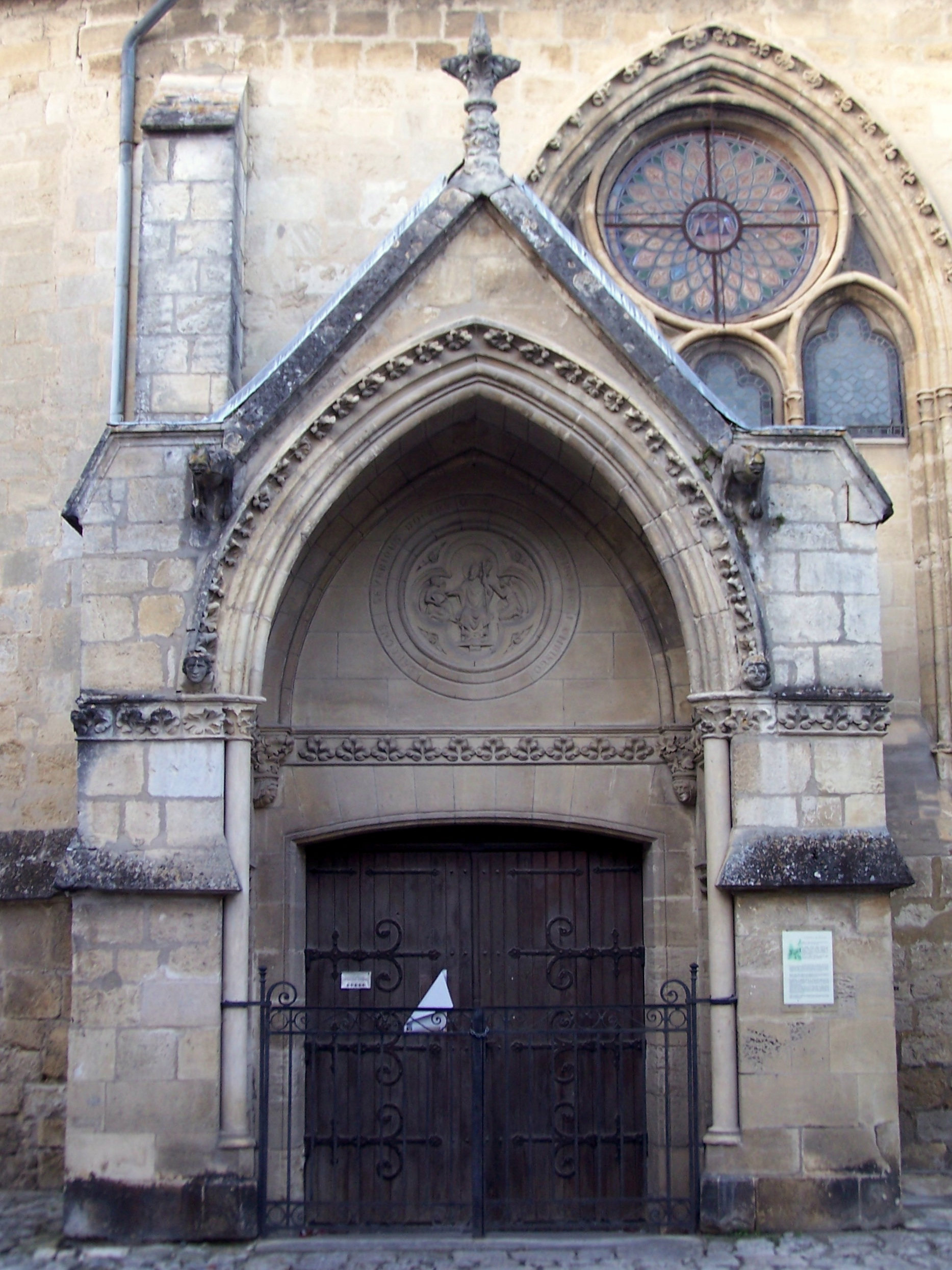
Le portail latéral en façade sud (nov. 2012)